# Isabel Villanueva
Isabel Villanueva (Pamplona, 17 de agosto de 1988) es una violista española. Fue la primera violista extranjera en tocar conciertos como solista en Irán. Candidata nominada más joven de la historia al Premio Príncipe de Viana de la Cultura. En 2015 le fue otorgado el Premio El Ojo Crítico de la Música Clásica de RNE.

## Trayectoria
Comenzó a estudiar guitarra a los 5 años. Quería ser guitarrista pero en el conservatorio de Pamplona no había plaza libre de guitarra y le ofrecieron elegir cualquier otro instrumento y, al cabo de un año, pasarse otra vez a la guitarra. Hizo una ronda de instrumentos, y entonces fue cuando descubrió, a los 9 años, la viola y su sonido.
A los trece años tocó por primera vez con la orquesta del conservatorio el Réquiem de Mozart. A los catorce años, debutó como solista en el auditorio Príncipe Felipe de Oviedo con la Joven Orquesta de Asturias con el Concierto para viola de Händel.
Desde los 14 años se dedicó solo al estudio de la viola. Comenzó el grado superior a los dieciséis años, dos años antes de lo habitual. Se formó con I.Sulyga, Yuri Bashmet, L.Power, N.Imai y M.da Silva en la Academia Musicale Chigiana de Siena, Royal College of Music de Londres y la Haute École de Musique de Ginebra. 
A los 18 años debuta como solista con el Concierto para viola de Bartók, junto a la Orquesta Sinfónica de RTVE. 
Toca una viola construida por Enrico Catenar en 1670 en Turín. Para Villanueva, la viola es "el instrumento más humano que existe", y no en vano "su registro coincide con el de la voz humana".
En 2013 fue la primera violista extranjera en tocar conciertos como solista en Irán. En la actualidad es considerada una de las violistas emergentes más importantes del panorama internacional, con gran interés en expandir y promover la música actual para viola, dar a conocer este instrumento al gran público y contribuir a la formación de nuevas vocaciones musicales.
El 20 de octubre de 2017, junto al pianista francés François Dumont, presentó en el Teatro Real de Madrid su primer disco, "Bohèmes" que rinde homenaje al París de la "belle époque" con la interpretación de obras de Liszt, Granados, Hahn, Martinu, Enescu y Debussy. En noviembre de 2017 recibe el Premio Valores Jóvenes de Navarra Televisión. El 20 de febrero de 2021 estrena en el Teatro Central de Sevilla junto al coreógrafo y bailarín Antonio Ruz el espectáculo Signos, interpretando obras de Johann Sebastian Bach y  György Kurtág, con un gran reconocimiento del público y la crítica.
Ha sido solista con la Orquesta Sinfónica Radio Televisión Española, los Solistas de Moscú, la Orquesta Sinfónica Nacional de Estonia, la Orquesta Sinfónica Estatal New Russia, la Orquesta Sinfónica de Castilla y León, la Orquesta Nacional de Andorra, la Orquesta Filarmónica de Líbano, con maestros como Salvador Brotons, Andres Mustonen y Michel Plasson.
Se ha presentado como solista y recitalista en escenarios como la Sala Grande Filarmónica de San Petersburgo, el Xinghai Concert Hall de Guanzhou, el Auditorio Nacional de Música de Madrid, el Royal Court Theatre de Copenhague, el Palacio de la Música Catalana y el Wigmore Hall de Londres, entre otros. 
Sus conciertos han sido retransmitidos por RTVE, Catalunya Música, RTV Slovenia, TV Szombathely, Estonia Klassika Raadio, RTV Lebanon, TV Russia Kultura y RTV Suiza.

## Discografía
- CD Bohèmes, primer trabajo discográfico de la artista. Interpretado junto al pianista François Dumont para el sello IMMStage (octubre de 2017).
- CD de Sony Classical dedicado a José Zárate toca su Concierto para Viola y Orquesta (agosto de 2017).

## Premios y reconocimientos
- 2006 Premio Intercentros-Melómano en Madrid.[9]
- 2009 Mravinsky Competition en San Petersburgo.
- 2012 Beethoven Viola Competition en la República Checa.
- 2013 Yuri Bashmet Viola Competition en Moscú.
- 2014 recibió el "Prix Albert Lullin" a la intérprete más destacada de cuerda del año, otorgado por la Haute Ecole de Musique de Genève (Suiza).[10]
- 2015 premio "El Ojo Crítico" de Radio Nacional de España.[11]
- 2015 reconocimiento institucional "Marca España".[12]
- 2016 una de las 10 ganadoras del proyecto "Hechos de talento" de Clear Channel.[13][14][15]
- 2016 candidata nominada más joven de la historia al Premio Príncipe de Viana de la Cultura.[16]
- Embajadora cultural de la Fondation Prim'enfance en Suiza.
- 2017 fue galardonada con los Premios Navarra Televisión.[17][18][19]
- 2018 Premio MIN al Mejor Álbum de Clásica del Año para "Bohèmes".[20]
- 2019 Premio de Cultura Comunidad de Madrid.[21]